# NA37
NA37 war ein Experiment der New Muon Collaboration (NMC), das von 1986 bis 1989 am Super Proton Synchrotron des CERN durchgeführt wurde. Myonen mit Energien zwischen 90 GeV und 280 GeV wurden hierbei an Protonen und Atomkernen tief inelastisch gestreut, um deren Quark-Struktur zu untersuchen.
Ziele des Experiments waren die präzise Bestimmung der Strukturfunktion F2(x,Q2) von Proton und Deuteron, die Untersuchung der Abhängigkeiten der Strukturfunktionen von nuklearen Effekten (EMC-Effekt) sowie die Untersuchung der Abhängigkeit nuklearer Effekte von Q2.
Der experimentelle Aufbau basierte auf dem NA2-Experiment der European Muon Collaboration (EMC). Sprecher der Kollaboration war zunächst Dietrich von Harrach (MPI für Kernphysik, Universität Mainz), danach Ger van Middelkoop (Nikhef).